# Малі крейсери класу «Дрезден»
Малі крейсери класу Dresden належали до Кайзерліхе Маріне (нім. Kaiserliche Marine) і брали участь у початковому етапі Першої світової війни. У 1905/06 роках заклали два малі крейсери (нім. Kleiner Kreuzer) даного класу (SMS Dresden, SMS Emden), яким присвоїли назви міст Дрездена та Емдена. SMS Emden разом з підводним човном SM U-9 були єдиними кораблями флоту Німецької імперії, нагородженими Залізним Хрестом. Також SMS Dresden і SMS Emden були німецькими військовими кораблями, що вели бої і загинули найдальше від батьківщини в період 1-ї світової війни.

## Історія

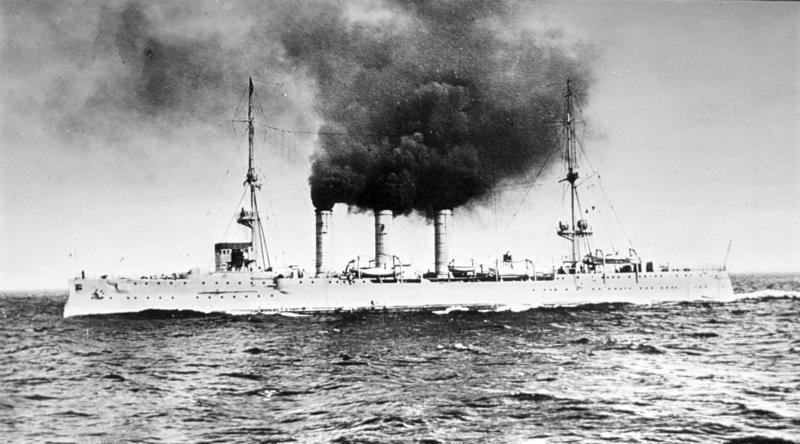
Малий крейсер «SMS Emden I». 1910

Наприкінці XIX ст. у Німецькій імперії появився клас малих крейсерів, що мали водотоннажність до 5500 т і призначались для розвідки, супроводу торпедних човнів, переслідування торгових кораблів. Клас Dresden був подальшим розвитком малих крейсерів класу Königsberg. Вони надалі були озброєні десятьма 105 мм гарматами, але були потужнішими і розвивали більшу швидкість нарівні з британськими кораблями аналогічного класу. Зовні два крейсери дещо відрізнялись між собою виглядом, розміщенням певних конструктивних частин, а головна відмінність полягала у кількості гребних гвинтів — 4 у SMS Dresden і 2 у SMS Emden.

## Служба

Маршрут кораблів ескадри фон Шпее

Обидва крейсери несли службу у доволі різних регіонах і волею долі на деякий час опинились разом під командуванням адмірала графа фон Шпее. Крейсер «Емден» прибув у травні 1910 до Буенос-Айреса на святкування 100-річчя незалежності Аргентини. З червня розпочав службу в акваторії Тихого океану, прибувши у вересні на свою базу у китайському Ціндао.
Крейсер «Дрезден» 28 листопада 1908 випадково спричинився до загибелі шведської шхуни «Cäcilie». З 24 вересня по 9 листопада 1908 крейсер «Дрезден» брав участь у святкуванні 300-річчя відкриття ріки Гудзон в Нью-Йорку. В час І Балканської війни його зачислили до Середземноморського дивізіону, маючи за базу Валлетту на Мальті (6 квітня — 23 вересня 1913). 13 грудня 1913 Dresden вийшов з Кіля до Мексиканської затоки і 21 січня 1914 прибув до Веракрус. У липні він вивіз колишнього президента Мексики Хосе Ортегу у вигнання до Ямайки. 24 липня 1914 він у Порт-о-Пренсі передав чергування іншому крейсеру і через загрозу початку війни відразу вирушив до Німеччини, готуючись прибути туди у середині серпня. У Сент-Томас на Віргінських островах 31 липня капітан отримав сповіщення: «Неминуча загроза війни — не повертатись додому — Вести Крейсерську війну (проти торгових кораблів)».
Напередодні початку війни вони приєднались до ескадри, яку вів флагман SMS Scharnhorst (1906) адмірала графа фон Шпее через Тихий океан. На Маріанських островах долі кораблів розійшлись, коли «Емден» покинув ескадру, а «Дрезден» ще не приєднався.

### SMS Emden

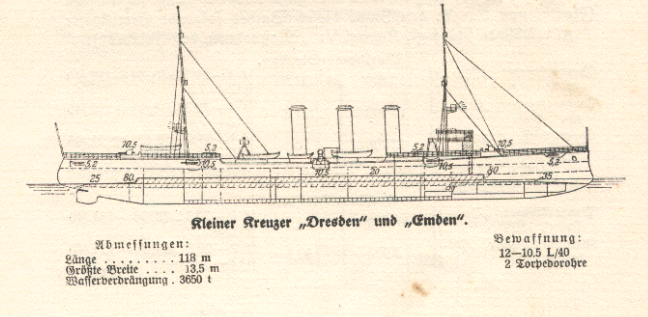
Схема малого крейсера SMS Emden

«Емден» був висланий назад, щоб відволікти сили британців від руху ескадри. Його парові машини були відремонтовані у лютому 1914 і його стан був задовільний. Через протоки Голландської Ост-Індія він перейшов до Індійського океану, розпочавши свою місію з Бенгальської затоки. Для маскування на ньому встановили фальшиву димову трубу, що робило його схожим на британський корабель. Впродовж тижня потопив 4 кораблі, а «Pontoporros» і «Kabinga» використав як кораблі супроводу для перевезення вугілля, припасів, полонених екіпажів, причому грецькому екіпажу «Pontoporros» виплачував платню. Капітан відпущеного «Емден» італійського корабля розказав про нього англійцям, які вислали для пошуків 5 кораблів. Через це з Австралії, Нової Зеландії стали висилати посилені конвої суден.

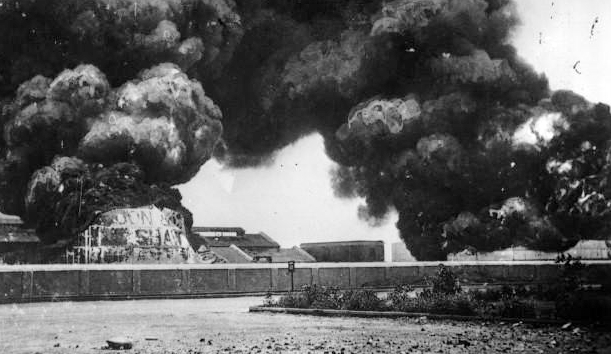
Пожежа нафтових резервуарів у Мадрасі після обстрілу з «Емдена»

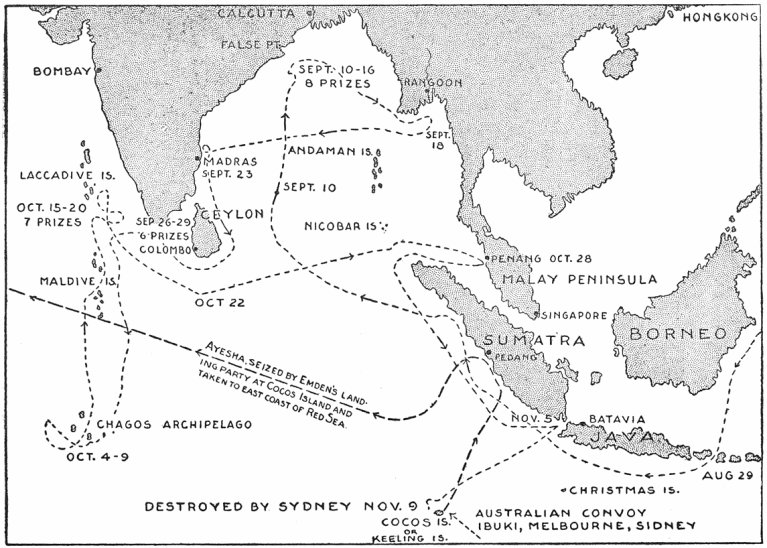
Схема плавання по Індійському океану SMS Emden

Близько 20:00 22 вересня «Емден» увійшов до порту Мадрас. За 2700 м від пірсів він випустив 130 набоїв. Внаслідок його обстрілу виникла велика пожежа нафтобази на 2 резервуарах, а ще 3 було пошкоджено. Внаслідок цього перевезення у Бенгальській затоці за місяць впали на 61,2%. З Мадраса він вирушив до Цейлону, де до 27 вересня затопив 4 кораблі і захопив «Buresk», що перевозив високосортне вугілля. Після пошуків кораблів «Емден» прибув на острів Дієго-Гарсія, де англійський гарнізон не знав про початок війни. Екіпаж отримав тут теплий прийом, відремонтував парові машини і відпочив до 10 жовтня. За наступні 5 днів він захопив 6 кораблів. 4 потопив, один залишив при собі, на одному відправив полонені екіпажі. 15 жовтня британці захопили «Markomannia», який підвозив «Емден» вугілля.
SMS Emden увійшов 27 жовтня о 3:00 до порту Пенанг у Британській Малайї, де стояв освітлений російський бронепалубний крейсер «Жемчуг». З 270 м у нього випустили торпеду, розпочали обстріл порту з 105 мм гармат (15-20 попадань у «Жемчуг»). При виході з порту по «Жемчугу» випустили ще одну торпеду, після попадання якої ще один сильний вибух розірвав крейсер навпіл. Було поранено 129 моряків, загинуло 81 та 60 китайських повій. Французький крейсер «D'Iberville», есмінець «Fronde» без успіху вели вогонь по SMS Emden, який при виході з порту зустрівся з британським кораблем, що віз боєприпаси. Але від захоплення відмовились через появу військового корабля — французького есмінця «Mousquet». Його потопили і підібрали з води 36 моряків близько 8:00. Їх передали на зупинений корабель після підпису моряками зобов'язання більше не брати участь у війні. Через напад на Пенанг був зупинений рух кораблів з Австралії без сильного супроводу.

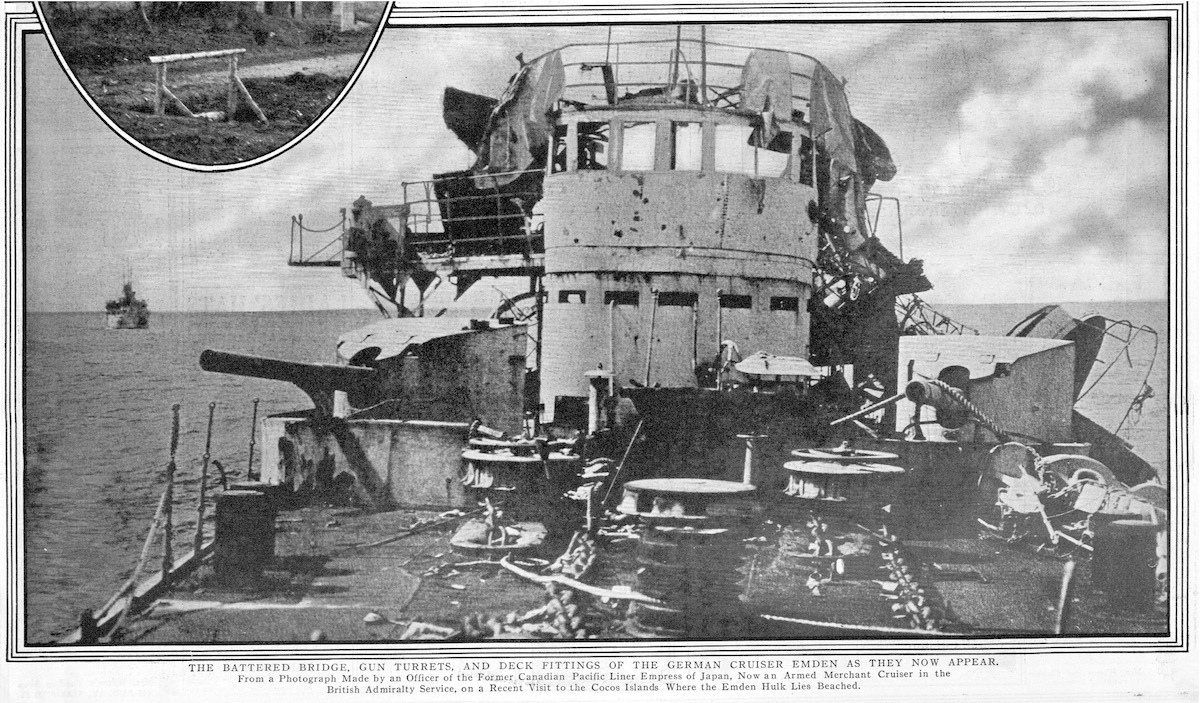
Бойова рубка після бою на кокосових островах

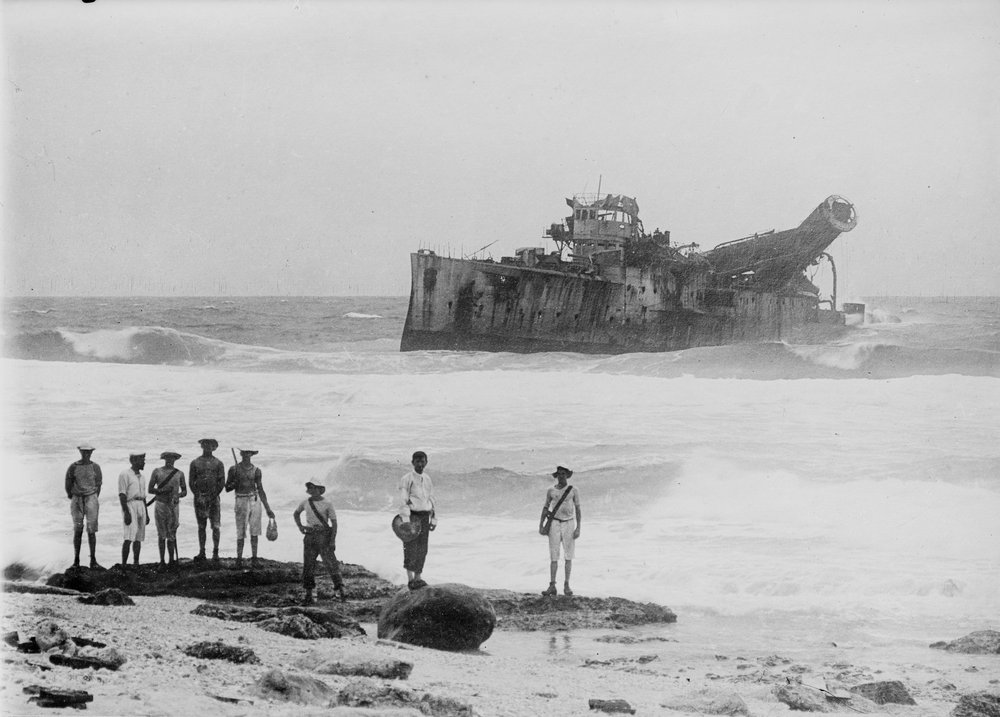
Корпус SMS Emden біля берега

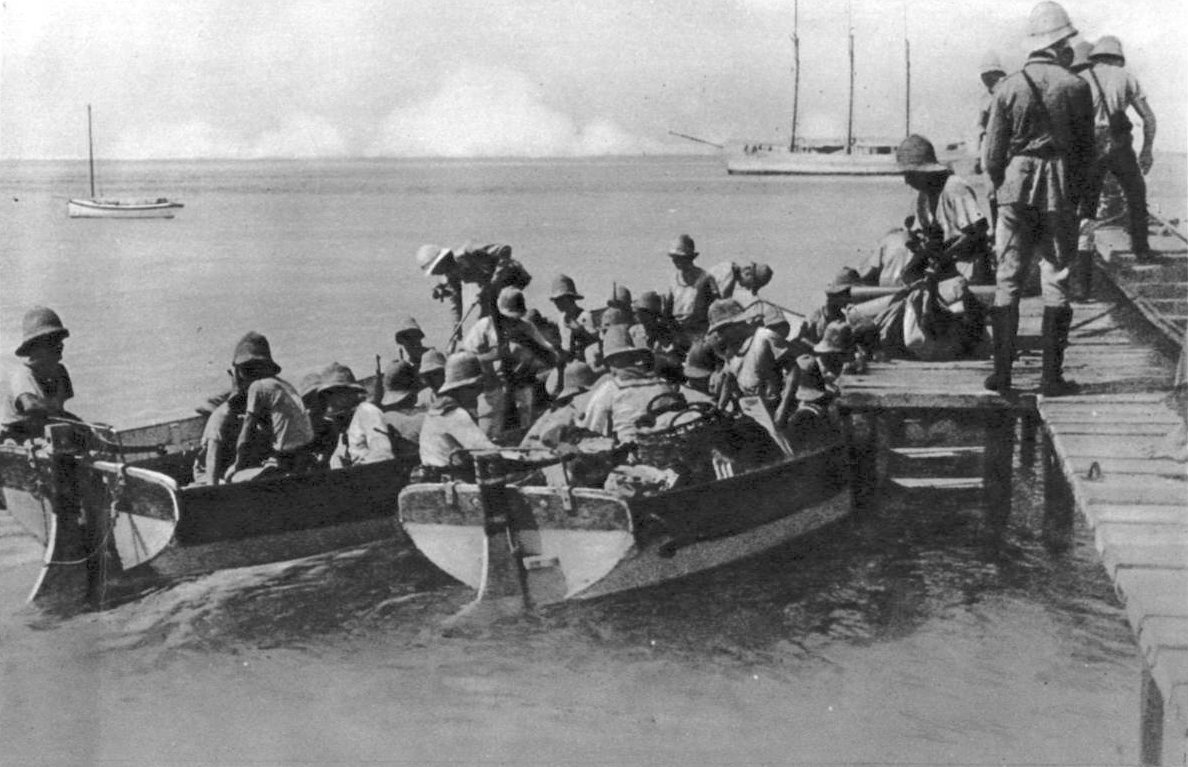
Десантна команда «Емдену» вирушає до шхуни «Ayesha»

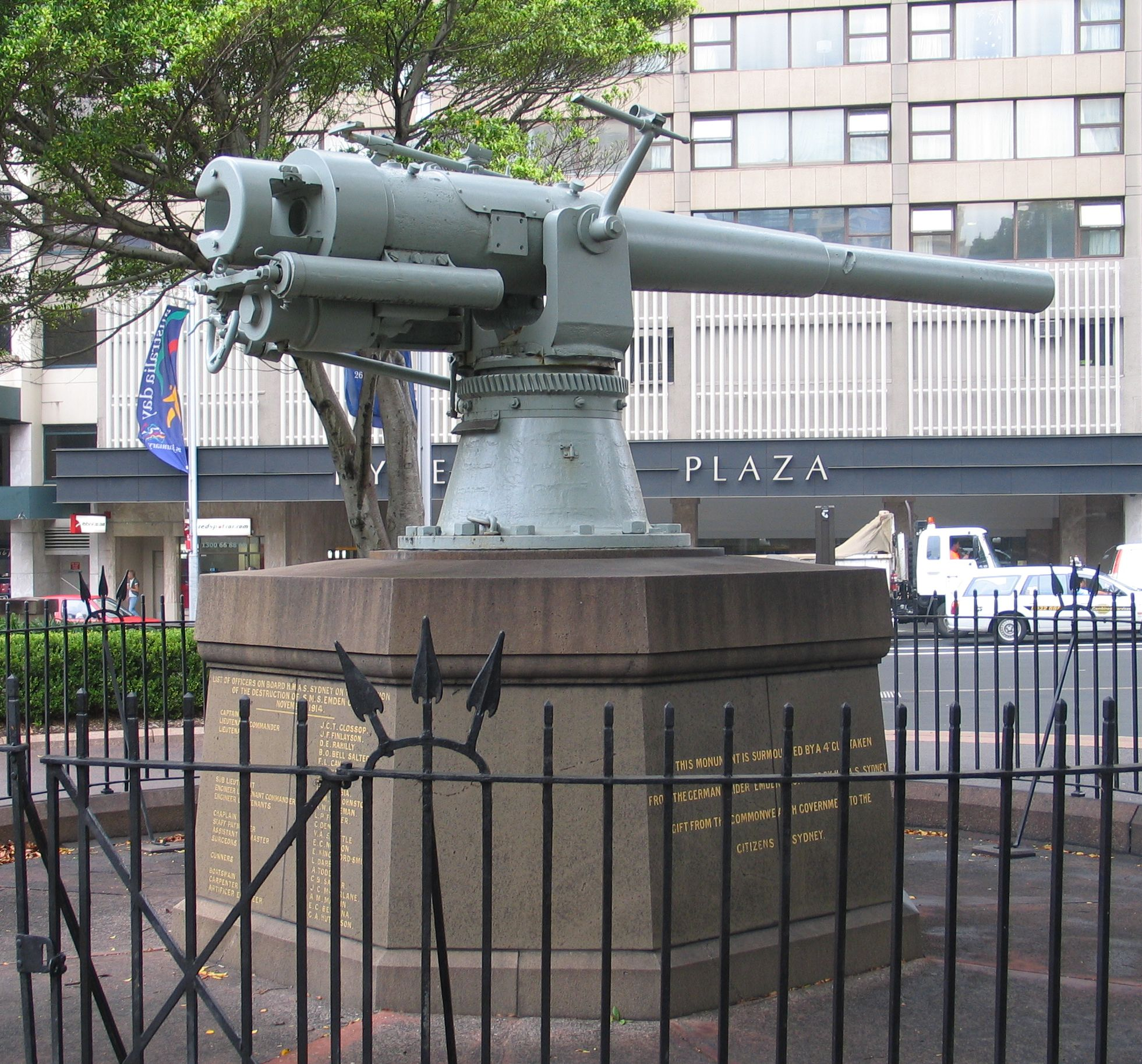
Гармата з «Emden» у Сіднеї

Після цього «Емден» вирушив до Кокосових островів, де була британська станція радіо і кабельного зв'язку. 9 листопада висадили десант під командуванням капітан-лейтенанта Гельмута фон Мюкке з 3 офіцерами, 6 мічманами, 38 матросами. Станція здалась без бою, але встигла вислати сигнал про допомогу. Випадково за 52 миль (96 км) проходив конвой з посиленою охороною, з якого вислали до острова австралійський крейсер HMAS Sydney, озброєний 8×152 мм гарматами. На SMS Emden перехопили сигнал SOS і знали по наближення крейсера (думали про відстань 250 миль), але не очікували побачити його так швидко. О 9:00 дим на обрії спочатку сприйняли за свій корабель з вугіллям «Buresk». Через швидкий підхід крейсера, розпізнаного о 9:30), не очікували на повернення десанту і вийшли на рейд. З відстані 8700 м «Емден» відкрив стрільбу, даючи залп що 10 секунд. З третього залпу 2 набої попали у «Сідней», потужні гармати якого незабаром пошкодили носову гармату, о 9:45 стерно, далекомір, зірвавши спробу торпедної атаки. На 10:45 палаючий SMS Emden капітан спрямував до берега для порятунку команди, який сів на риф острова Північний Кілінґ.
«Сідней» кинувся наздоганяти «Buresk», який затопили при його наближенні. На «Емдені» викинули у море затвори цілих гармат, торпеди, спалили документацію. «Сідней» о 16:00 повернувся до «Емден», на щоглі якого надалі майорів прапор, і відновив вогонь. Було вбито ще 7 моряків, 13 поранено, 4 потонули при спробі доплисти до острова. На «Емдені» підняли білі полотнища і британці припинили вогонь. «Сідней» поплив перевіряти стан станції і повернувся наступного дня за німецькими моряками. Було вбито 136 моряків, 197 взято у полон (16 з «Buresk»). 65 поранених відправили до Австралії, решту до табору на Мальті. Вони повернулись до Німеччини у 1920 р.
Десантна команда бачила здалеку бій і зрозуміла, що «Емден» приречений. Вони захопили шхуну «Ayesha». Звідти вони попливли до Голландської Ост-Індія, Ємену, звідки добрались у червні 1915 до Константинополя. Там звернулись до віце-адмірала Вільгельма Сушона, капітана лінійного крейсера SMS Goeben.
Через дію хвиль 1915 «Емден» визнали непридатним для відновлення і до 1919 він був майже повністю розбитий. За 3 місяці SMS Emden пройшов 30.000 м. миль (56.000 км), потопивши 18 кораблів водотоннажністю 70.825 брт. Ще 4 кораблі були відпущені, 2 використовувались для підвезення вугілля. Для його пошуків було залучено 16 крейсерів: з Британії (5), Франції (3), Росії (2), Австралії (3), Японії (3). Після звістки про знищення Вільгельм II нагородив крейсер Залізним Хрестом і розпорядився закласти новий корабель під цим іменем, на носі якого мав бути розміщений Залізний Хрест. Було збудовано кораблі «Emden» у 1920-х рр., 1959, 1979 роках. Три гармати з корабля зберігаються в Австралії.

### SMS Dresden

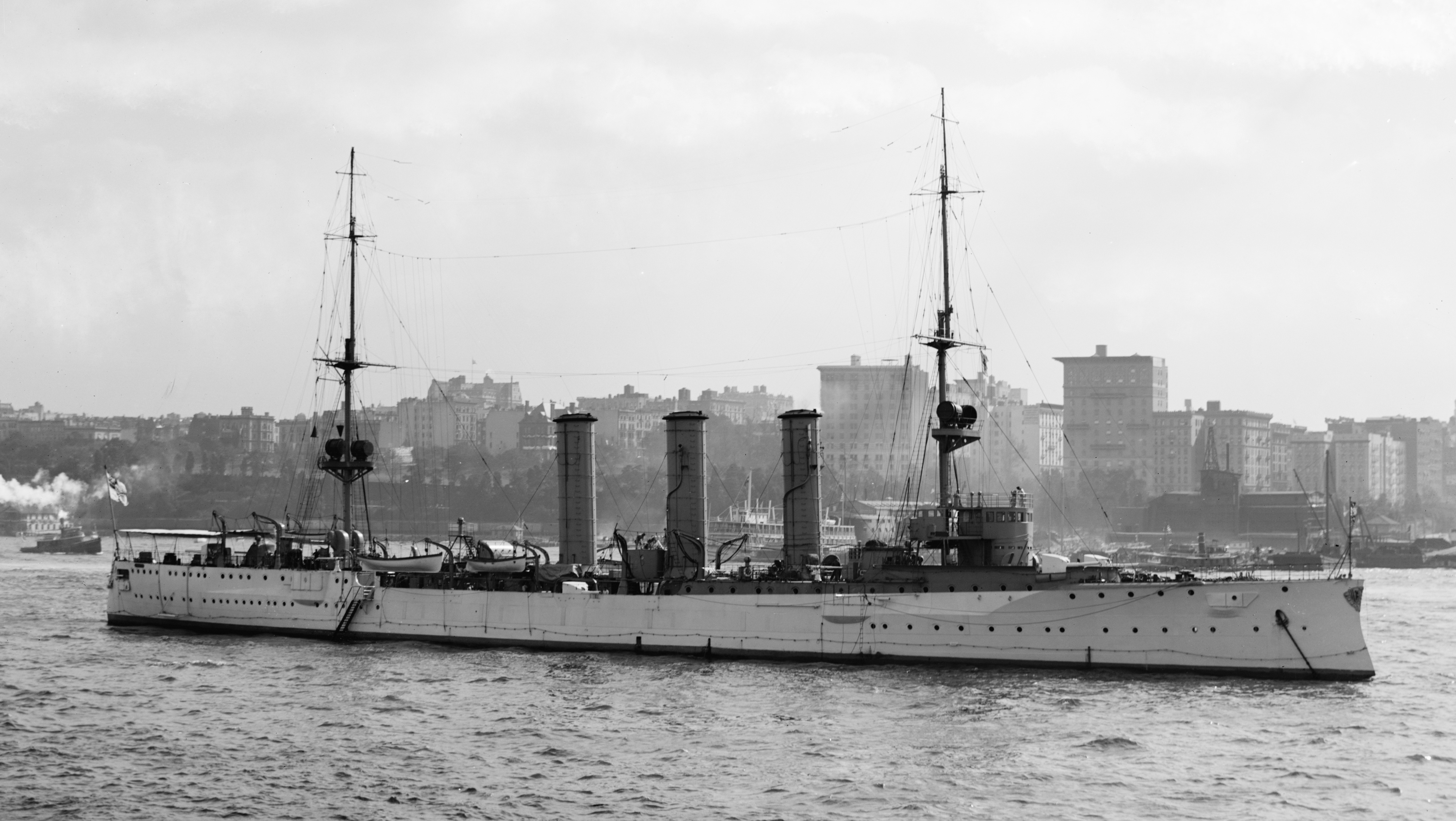
SMS Dresden у Нью-Йорку. 1909

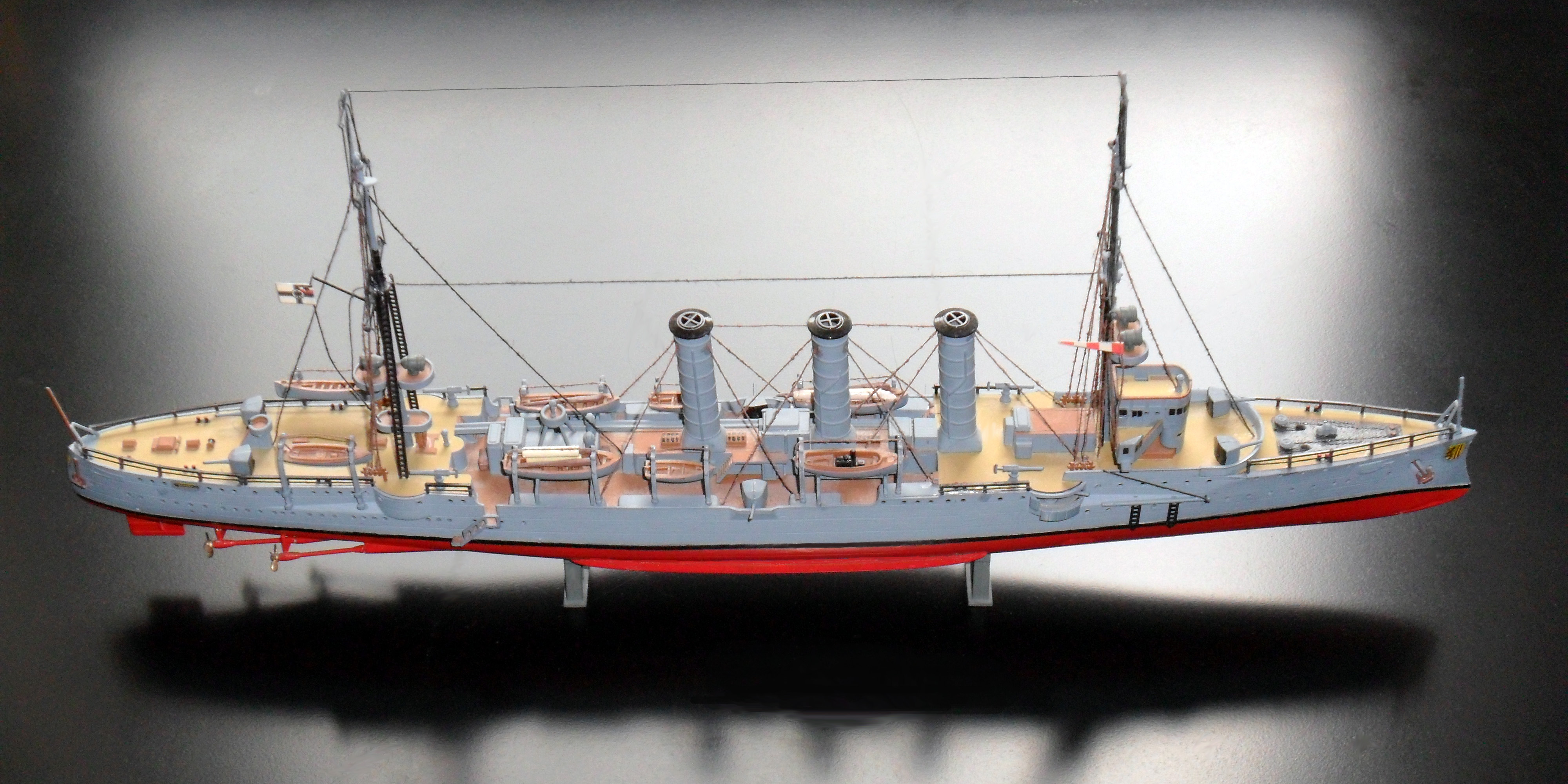
SMS Dresden. Модель

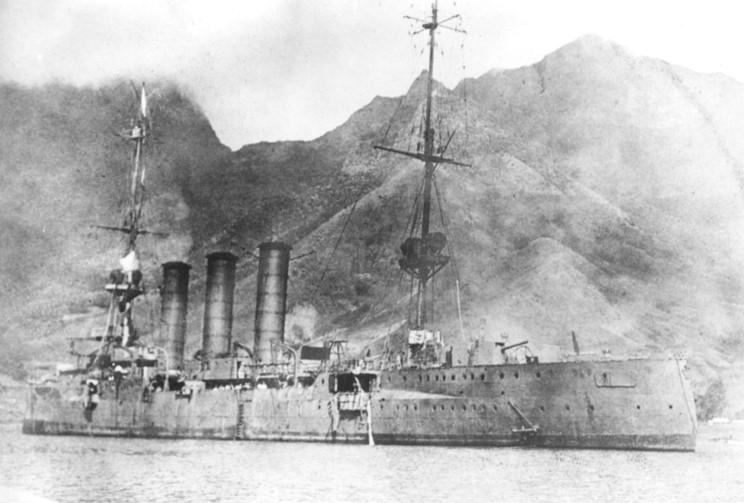
SMS Dresden перед самозатопленням. 14 березня 1915

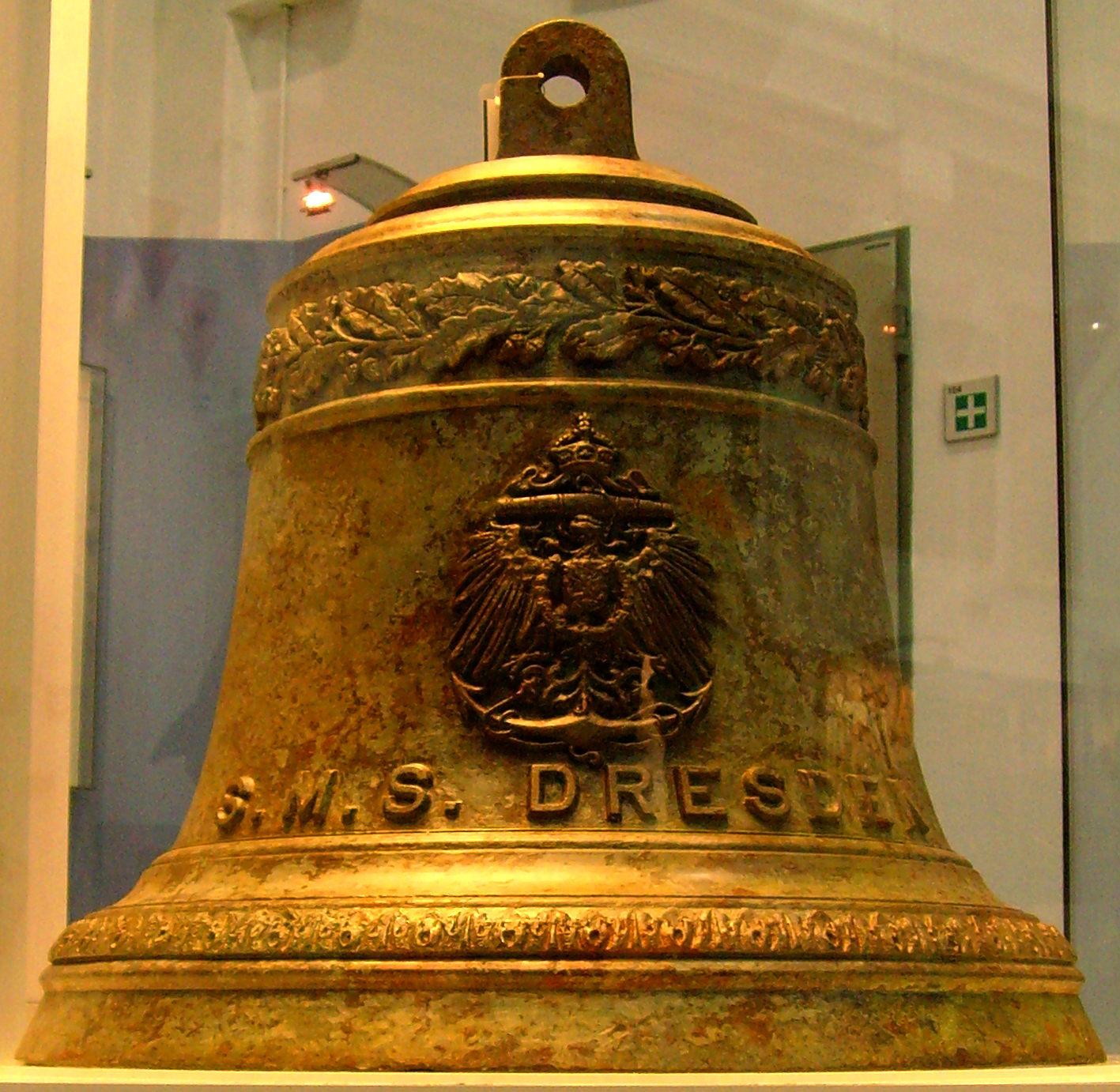
Корабельна ринда

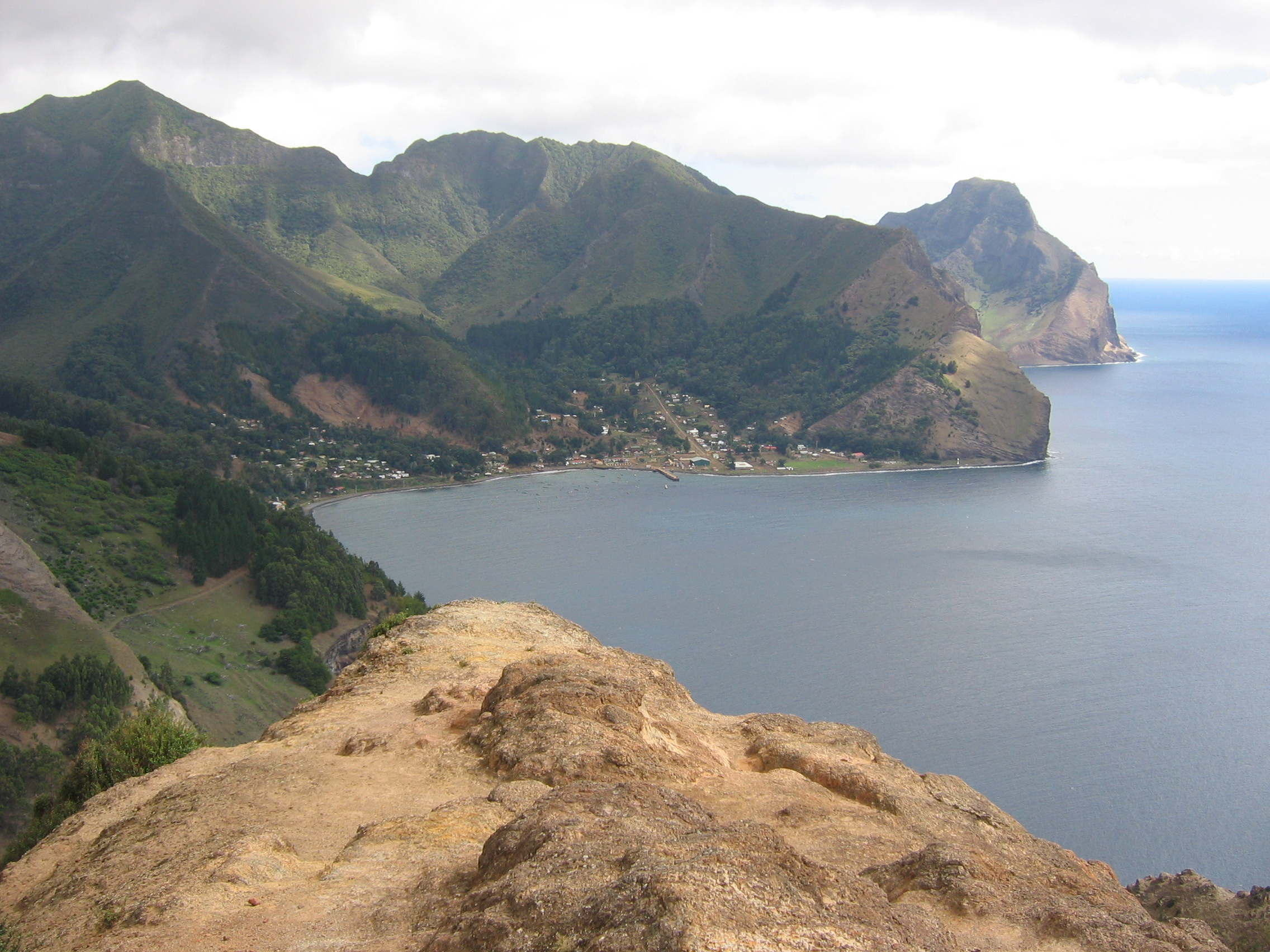
Острів Робінзона. Темна пляма у бухті — затоплений корпус SMS Dresden

З початком світової війни повинен був патрулювати східне узбережжя Південної Америки. Він затримав 3 британські кораблі, що не знали про початок війни, і відповідно до Гаазької конвенції відпустив їх. У Пернамбуко поповнив запас вугілля з виділеного йому німецького пароплава-постачальника «Corrientes». По дорозі на південь потопив два кораблі і два відпустив. 5 вересня біля мису Горн провів ремонт і поповнив запас вугілля, провіанту. Згідно отриманого наказу перебрався до Тихого океану для об'єднання в групу з крейсером " SMS Leipzig " (3 жовтня). 12 жовтня біля острова Пасхи вони приєднались до Східно-Азійської ескадри адмірала фон Шпее. На зворотній дорозі разом з ескадрою до мису Горн крейсер здійснив декілька розвідувальних, посильних рейсів, затопивши «North Wales». 8 грудня 1914 у битві біля Фолклендів SMS Dresden єдиному вдалось відірватись від переслідування британських кораблів. Незважаючи на зношеність машин він ще розвивав 26 вузлів за годину. Він заховався у фіордах Вогняної Землі, а лоцман Альберт Пагельс водив переслідувачів по тих самих фіордах, бухтах навколо його схованки. Капітан Людек вирішив повернутись до Тихого океану. З Монтевідео 18 грудня вийшов «Sierra Cordoba» з 1600 т вугілля, провіантом, запасними частинами для крейсера. 24 грудня він підійшов до Магелланової протоки, яку патрулював британський корабель. Лоцман переховував обидва кораблі, які зустрілись лише 19 січня 1915 («Dresden» розшукували 37 днів, «Sierra Cordoba» 26 днів). 13 лютого кораблі вийшли у Тихий океан, оминувши панцирний крейсер HMS Carnarvon.
27 лютого 1915 «Дрезден» затопив вітрильник «Conway Castle», свою останню здобич. 3 березня «Conway Castle» відіслали до Перу за вугіллям. 20 лютого з Монтевідео вийшла «Gotha» з 3000 т вугілля, яка мала зустрітись 5 березня з «Дрезденом» у Тихому океані. Через радіоперемовини з нею панцирний крейсер HMS Kent вистежив «Дрезден», якому вдалось втекти у нейтральні води чилійського острова Робінзона Крузо. У бухті Сан Хуан Батіста крейсер став 8 березня на якір, маючи у трюмі 80 т вугілля. Капітан вирішив, що крейсер має бути інтернованим у Чилі. 14 березня замість очікуваних чилійських кораблів появились крейсери HMS Glasgow і HMS Kent. Незважаючи на перебування у територіальних водах нейтральної держави, вони розпочали обстріл корабля на якірній стоянці. Загинуло 8 моряків. Капітан вислав свого ад'ютанта Вільгельма Канаріса для перемовин, використавши цей час для знищення документів і затоплення на глибині 60 м крейсера, що о 11:15 зник під водою. Команда була інтернована у Чилі, де змушена була здобувати засоби для проживання. Деякі її члени втекли до Німеччини, а основна частина повернулась 30 грудня 1919 р. У лютому 2006 вдалось підняти 155 кг корабельну ринду.
Назву крейсера Dresden присвоїли новозбудованому малому крейсеру (1917).